# Toni Servillo
Toni Servillo, all'anagrafe Marco Antonio Servillo (Afragola, 25 gennaio 1959), è un attore e regista teatrale italiano.
Nel corso della sua carriera ha ricevuto due European Film Awards, quattro David di Donatello, quattro Nastri d'argento, due Globi d'oro, tre Ciak d'oro e un Marc'Aurelio d'Argento per il miglior attore al Festival internazionale del film di Roma.
Esordisce sul grande schermo con il film Morte di un matematico napoletano (1992), proseguendo con Rasoi (1993), I vesuviani (1997) e Teatro di guerra (1998), tutti film diretti da Mario Martone. Assume maggiore notorietà con il ruolo di Tony Pisapia ne L'uomo in più (2001), di Titta Di Girolamo ne Le conseguenze dell'amore (2004), e di Giovanni Sanzio ne La ragazza del lago (2006), film che gli fanno ottenere una nomination e due David di Donatello per il miglior attore protagonista.
Nel 2008 è il protagonista degli acclamati film Gomorra di Matteo Garrone e Il divo di Paolo Sorrentino, aggiudicandosi per entrambi i film l'European Film Award per il miglior attore. Per l'interpretazione di Giulio Andreotti ne Il divo si aggiudica inoltre il David di Donatello e il Nastro d'argento. Nel 2010 vince il Marc'Aurelio d'Argento per il miglior attore al Festival internazionale del film di Roma per Una vita tranquilla.
Nel 2013 interpreta Jep Gambardella nel film vincitore dell'Oscar al miglior film straniero La grande bellezza di Paolo Sorrentino, con cui si aggiudica il quarto David di Donatello e il secondo European Film Award, ricevendo la candidatura all'Hollywood Film Festival per il miglior attore.
Nel 2020 il quotidiano The New York Times lo ha inserito nella lista dei migliori attori del secolo.

## Biografia
Figura di spicco del teatro napoletano e del cinema italiano, è fratello del cantante Peppe Servillo, membro della Piccola Orchestra Avion Travel. Nato ad Afragola, in provincia di Napoli, e cresciuto a Caserta, ha trascorso i primi quattro anni di vita ad Arquata Scrivia, in provincia di Alessandria.
Il 30 aprile 2014 gli è stata conferita la cittadinanza onoraria di Napoli durante una cerimonia ufficiale nella Sala dei Baroni del Maschio Angioino alla presenza delle Autorità civili e militari e rappresentanti del mondo culturale e dello spettacolo cittadino.
Il 28 febbraio 2015 viene insignito della laurea ad honorem in "Discipline della musica e del teatro" da parte dell'Alma mater studiorum Università di Bologna.
Presta poi la sua voce per l’audio guida del Museo del Tesoro di San Gennaro.

### Teatro e lirica

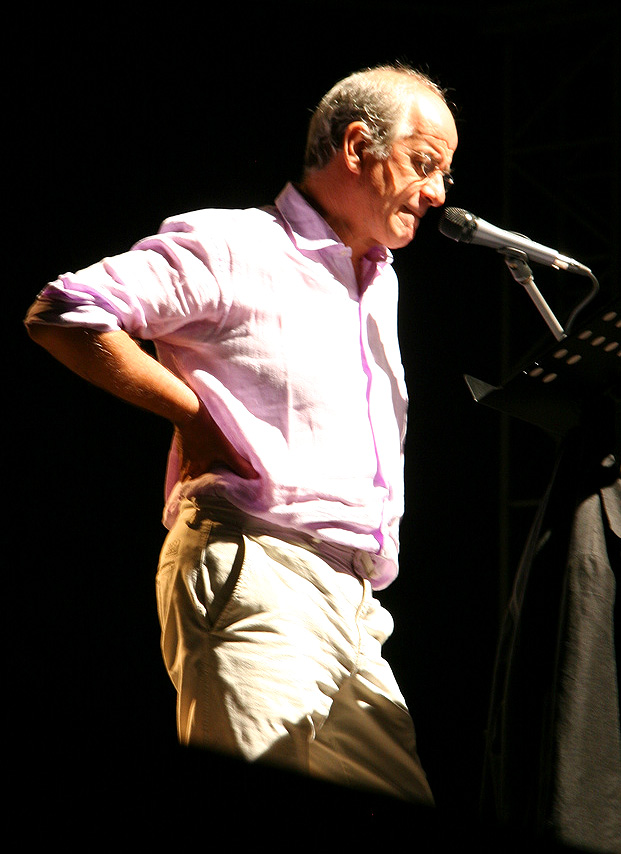
Toni Servillo legge a teatro (2008)

Autodidatta, si appassionò al teatro sin da piccolo, aiutato da un contesto familiare nel quale la tradizione teatrale, sebbene assente, era amata dai componenti della famiglia. Iniziò recitando nell'oratorio salesiano di Caserta, per poi passare alle messinscene durante l'adolescenza. Negli anni della cosiddetta "Postavanguardia Teatrale", collaborò alla fondazione del Teatro Studio, sempre a Caserta, insieme a Matteo De Simone, Sandro Leggiadro, Riccardo Ragozzino, Nando Taccogna che ricorda:"Le prime prove si tenevano in alcune stanze situate nella soffitta della Reggia, poi nei locali all'interno di un palazzo di via Maielli".
Il Teatro Studio allestì diversi spettacoli fino al 1984, girando in Italia ed Europa.
Nel 1986 si avvicinò al gruppo Falso Movimento e quindi al regista Mario Martone, con cui collaborò spesso e insieme al quale fondò Teatri Uniti, di cui attualmente è direttore artistico. Nello stesso anno vinse, Per la costante ricerca di nuovi linguaggi di vaste significazioni poetiche, il primo premio Gennaro Vitiello con Guernica, atto unico da lui scritto, diretto e interpretato.
Nel 1989 e nel 1991 partecipa agli spettacoli Ha da passa' 'a nuttata e L'impero della ghisa di Leo de Berardinis. Ha anche diretto Il misantropo (1995) e Tartufo di Molière; che con Le false confidenze di Marivaux compongono un trittico sul grande teatro francese a cui ha collaborato anche Cesare Garboli per le traduzioni. Al 1999 risale il suo debutto come regista di teatro musicale, con Una cosa rara di Vicente Martín y Soler, per il Teatro La Fenice di Venezia, a cui fanno seguito Le nozze di Figaro di Mozart, Ariadne auf Naxos di Richard Strauss e L'italiana in Algeri di Rossini. È stato diretto, tra gli altri, da Memè Perlini, Mario Martone ed Elio De Capitani.
Nel 2002 è regista di Sabato, domenica e lunedì, rivisitazione del capolavoro di Eduardo De Filippo, in scena per quattro stagioni in tutta Europa e vincitore di numerosi premi. Nel 2005 per questo suo lavoro riceve il premio Gassman per la regia. Nel 2006 ha fatto la regia dello spettacolo teatrale tratto da due testi: Il lavoro rende liberi (2005) e Oscillazioni (2006) di Vitaliano Trevisan. Nel 2007 ha adattato, diretto e interpretato Trilogia della villeggiatura di Carlo Goldoni, in tournée mondiale fino al 2010.
Tra le altre opere liriche da lui curate, oltre a quelle già citate, sia all'estero che in Italia, vi sono: Il marito disperato di Cimarosa e il Fidelio di Beethoven per il Teatro di San Carlo di Napoli, e Boris Godunov di Musorgskij al Teatro Sao Carlos di Lisbona. Nel 2013 vince il premio Le Maschere del Teatro italiano nelle categorie "miglior spettacolo in prosa" (Le voci di dentro), "miglior regia" e "miglior attore protagonista". Lo stesso spettacolo, portato in una tournée da Servillo con successo, viene trasmesso in diretta dal Teatro San Ferdinando di Napoli il 2 novembre 2014 su Rai 1 per celebrare il trentesimo anniversario della morte di Eduardo De Filippo. La regia televisiva è curata da Paolo Sorrentino.

### Cinema

Toni Servillo diretto da Antonio Capuano in Luna rossa (2001)

Ha debuttato al cinema con i film di Mario Martone negli anni novanta. Nel 2001 inizia il suo sodalizio artistico con Paolo Sorrentino, recitando in L'uomo in più. Nel 2005 si aggiudica, per il film Le conseguenze dell'amore di Paolo Sorrentino, un David di Donatello come miglior attore protagonista e un Nastro d'argento. Nel 2008 si è aggiudicato nuovamente il David di Donatello come miglior attore protagonista per il film La ragazza del lago di Andrea Molaioli. Nello stesso anno conferma il suo talento camaleontico nei film Gomorra di Matteo Garrone e Il divo di Sorrentino (premiati con il premio della giuria al Festival di Cannes), per i quali ottiene l'European Film Award per il miglior attore.
Nel 2009 vince il suo terzo David di Donatello come miglior attore protagonista per la sua interpretazione di Giulio Andreotti in Il divo di Paolo Sorrentino. Per gli stessi film (Le conseguenze dell'amore, La ragazza del lago e Il divo) si è aggiudicato anche tre Nastri d'argento al migliore attore protagonista negli anni 2005, 2008 e 2009. Nel 2010 è protagonista di Una vita tranquilla, in concorso al Festival Internazionale del Film di Roma 2010, per il quale vince il premio come migliore attore, oltre ad interpretare Giuseppe Mazzini in Noi credevamo. Nel 2011 è candidato al Nastro d'argento per due film: Il gioiellino e Una vita tranquilla. Nel 2012 è stato diretto da Daniele Ciprì in È stato il figlio, e Marco Bellocchio in Bella addormentata.
Nel 2013 è protagonista nei film Viva la libertà di Roberto Andò e La grande bellezza di Paolo Sorrentino in concorso al Festival di Cannes 2013 e vincitore di numerosi premi tra cui il Golden Globe e l'Oscar al miglior film straniero nel 2014. A luglio 2013 Servillo riceve un Nastro d'argento speciale per le sue interpretazioni e il 7 dicembre 2013, per La grande bellezza, viene premiato a Berlino con l'European Film Awards per il miglior attore. Il 2 marzo 2014 è a Los Angeles per accompagnare Paolo Sorrentino insieme a Nicola Giuliano nella cerimonia di premiazione dei Premi Oscar 2014, ricevuto da La grande bellezza nella categoria miglior film straniero. Il 10 giugno successivo, riceve il quarto David di Donatello come miglior attore protagonista per la sua interpretazione di Jep Gambardella in La grande bellezza. Nel 2015 gira Lasciati andare di Francesco Amato, insieme a Verónica Echegui, Carla Signoris, Luca Marinelli e Giacomo Poretti. Prodotto da Cattleya con Rai Cinema, il film è distribuito da 01 Distribution. Nel 2019 affianca Dustin Hoffman nel film L'uomo del labirinto.
Nel 2022 interpreta Papa Paolo VI nel film Esterno notte di Marco Bellocchio e Luigi Pirandello nel film La stranezza di Roberto Andò.

## Filmografia

### Attore

#### Cinema

Toni Servillo nel ruolo di Jep Gambardella, protagonista de La grande bellezza (2013)

- Morte di un matematico napoletano, regia di Mario Martone (1992)
- Rasoi, regia di Mario Martone (1993)
- I vesuviani, regia di Mario Martone, episodio La salita (1997)
- Teatro di guerra, regia di Mario Martone (1998)
- Come un eroe del novecento, regia di Francesco Saponaro – cortometraggio (2001)
- L'uomo in più, regia di Paolo Sorrentino (2001)
- Luna rossa, di Antonio Capuano (2001)
- Le conseguenze dell'amore, regia di Paolo Sorrentino (2004)
- Notte senza fine, regia di Elisabetta Sgarbi (2004)
- Sabato, domenica e lunedì, regia di Paolo Sorrentino – film TV (2005)
- La ragazza del lago, regia di Andrea Molaioli (2007)
- Lascia perdere, Johnny!, regia di Fabrizio Bentivoglio (2007)
- Gomorra, regia di Matteo Garrone (2008)
- Il divo, regia di Paolo Sorrentino (2008)
- Gorbaciof, regia di Stefano Incerti (2010)
- Noi credevamo, regia di Mario Martone (2010)
- Una vita tranquilla, regia di Claudio Cupellini (2010)
- Tre destini, un solo amore (Un balcon sur la mer), regia di Nicole Garcia (2010)
- Il gioiellino, regia di Andrea Molaioli (2011)
- È stato il figlio, regia di Daniele Ciprì (2012)
- L'altro mare, regia di Theo Angelopoulos (2011) – incompiuto
- Bella addormentata, regia di Marco Bellocchio (2012)
- Viva la libertà, regia di Roberto Andò (2013)
- La grande bellezza, regia di Paolo Sorrentino (2013)
- Le confessioni, regia di Roberto Andò (2016)
- Lasciati andare, regia di Francesco Amato (2017)
- La ragazza nella nebbia, regia di Donato Carrisi (2017)
- Hitler contro Picasso e gli altri, regia di Claudio Poli – documentario (2018)
- Loro, regia di Paolo Sorrentino (2018)
- 5 è il numero perfetto, regia di Igort (2019)
- L'uomo del labirinto, regia di Donato Carrisi (2019)
- Emilio Vedova. Dalla parte del naufragio, regia di Tomaso Pessina – documentario (2019)
- Qui rido io, regia di Mario Martone (2021)
- È stata la mano di Dio, regia di Paolo Sorrentino (2021)
- Ariaferma, regia di Leonardo Di Costanzo (2021)
- Esterno notte, regia di Marco Bellocchio (2022)
- La stranezza, regia di Roberto Andò (2022)
- La divina cometa, regia di Mimmo Paladino (2022)
- Il primo giorno della mia vita, regia di Paolo Genovese (2023)
- Il ritorno di Casanova, regia di Gabriele Salvatores (2023)
- Adagio, regia di Stefano Sollima (2023)
- Caracas, regia di Marco D'Amore (2024)
- Volontè - L'uomo dai mille volti, regia di Francesco Zippel (2024)
- Iddu - L'ultimo padrino, regia di Fabio Grassadonia e Antonio Piazza (2024)
- L'abbaglio, regia di Roberto Andò (2025)
- La grazia, regia di Paolo Sorrentino (2025)

### Sceneggiatore
- Rasoi, regia di Mario Martone (1993)

## Teatro
- L'impero della ghisa di Leo de Berardinis, regia di Leo de Berardinis (1991)
- Zingari di Raffaele Viviani, regia di Toni Servillo (1995)
- Il misantropo di Molière, regia di Toni Servillo (1995)
- Le false confidenze di Pierre de Marivaux, regia di Toni Servillo (1998)
- Tartufo di Molière, regia di Toni Servillo (2000)
- Sabato, domenica e lunedì di Eduardo De Filippo, regia di Toni Servillo (2005)
- Il lavoro rende liberi di Vitaliano Trevisan, regia di Toni Servillo (2005)
- L'italiana in Algeri, di regia di Toni Servillo (2006)
- Trilogia della villeggiatura di Carlo Goldoni, regia di Toni Servillo (2007)
- Le voci di dentro di Eduardo De Filippo, regia di Toni Servillo (2007)
- Toni Servillo legge Napoli (2010)
- La parola canta, con Peppe e Toni Servillo (2015)
- Elvira, regia di Toni Servillo (2016)
- Eternapoli di Giuseppe Montesano, con Toni Servillo e Imma Villa (2020)
- Tre modi per non morire di Giuseppe Montesano, con Toni Servillo (2023)

## Doppiaggio
- Narratore ne L'uomo che piantava gli alberi e Zanna Bianca
- Aviatore ne Il piccolo principe
- Bagheera ne Il libro della giungla
- Leonzio ne La famosa invasione degli orsi in Sicilia

## Audiolibri
- I dolori del giovane Werther di Johann Wolfgang von Goethe (2006) – letto per Fahrenheit[15]
- Il giorno della civetta di Leonardo Sciascia (2009) – letto per Fahrenheit[16]
- Hanno tutti ragione di Paolo Sorrentino (2010)
- Il Gattopardo di Giuseppe Tomasi di Lampedusa (2012)
- Il giorno del giudizio di Salvatore Satta (2016)[17]

## Riconoscimenti

### Cinema
- David di Donatello
  - 2002 – Candidatura al migliore attore protagonista per L'uomo in più
  - 2005 – Migliore attore protagonista per Le conseguenze dell'amore
  - 2008 – Migliore attore protagonista per La ragazza del lago
  - 2009 – Migliore attore protagonista per Il divo
  - 2013 – Candidatura al migliore attore protagonista per Viva la libertà
  - 2014 – Migliore attore protagonista per La grande bellezza
  - 2017 – Candidatura al migliore attore protagonista per Le confessioni
  - 2019 – Candidatura al migliore attore protagonista per Loro
  - 2019 – Candidatura alla migliore canzone originale ('Na gelosia) per Loro
  - 2020 – Candidatura al migliore attore protagonista per 5 è il numero perfetto
  - 2022 – Candidatura al migliore attore protagonista per Qui rido io
  - 2022 – Candidatura al migliore attore non protagonista per È stata la mano di Dio
  - 2023 – Candidatura al migliore attore non protagonista per Esterno notte
- Nastro d'argento
  - 1998 – Candidatura al Migliore attore protagonista per I Vesuviani
  - 2002 – Candidatura al Migliore attore protagonista per L'uomo in più
  - 2005 – Migliore attore protagonista per Le conseguenze dell'amore
  - 2008 – Migliore attore protagonista per La ragazza del lago
  - 2009 – Migliore attore protagonista per Il divo
  - 2011 – Candidatura al Migliore attore protagonista per Una vita tranquilla e Il gioiellino
  - 2013 – Nastro d'argento speciale per Bella addormentata, Viva la libertà e La grande bellezza
  - 2017 – Candidatura al Migliore attore protagonista per Lasciati andare
  - 2018 – Candidatura al Migliore attore protagonista per Loro
  - 2020 – Nastro d'argento alla carriera
  - 2025 – Candidatura al Migliore attore protagonista per Iddu - L'ultimo padrino
- Globo d'oro
  - 2008 – Candidatura al miglior attore per La ragazza del lago
  - 2009 – Miglior attore per Gomorra
  - 2011 – Candidatura al miglior attore per Gorbaciof
  - 2013 – Candidatura al miglior attore per La grande bellezza
  - 2018 – Miglior attore per La ragazza nella nebbia
- Ciak d'oro
  - 2008 –Candidatura al miglior attore non protagonista per Lascia perdere, Johnny!
  - 2009 – Miglior attore protagonista per Il divo[18]
  - 2013 – Miglior attore protagonista per Viva la libertà[19]
  - 2014 – Miglior attore protagonista per La grande bellezza[20]
  - 2022 - Candidatura a migliore attore protagonista con Silvio Orlando per Ariaferma[21][22]
- European Film Awards
  - 2008 – Miglior attore per Gomorra e Il divo
  - 2013 – Miglior attore per La grande bellezza
- Festa del cinema di Roma
  - 2010 – Marc'Aurelio d'Argento per il miglior attore per Una vita tranquilla

### Teatro
- Premio Ubu
  - 2002 – Miglior spettacolo per Sabato, domenica e lunedì di Eduardo de Filippo
  - 2002 – Miglior regia per Sabato, domenica e lunedì
  - 2007 – Miglior spettacolo per Trilogia della villeggiatura di Carlo Goldoni
- Premio Flaiano Sezione teatro
  - 2003 – Miglior regia per Sabato, domenica e lunedì[23]

### Altri premi
- 2003 – Premio Hystrio alla Regia
- 2005 - Premio Gassman miglior regia e miglior spettacolo per Sabato, domenica e lunedì
- 2008 – Festival du Cinéma Italien d'Ajaccio[non chiaro] – premio per il miglior attore per Il divo
- 2009 – RiverRun International Film Festival – premio per il miglior attore per Il divo
- 2009 – Gransito Movie Awards – premio per il miglior attore per Il divo
- 2010 – Festival Internazionale del Film di Roma – Marc'Aurelio d'Argento per il miglior attore per Una vita tranquilla
- 2011 – Bobbio Film Festival – premio per il miglior attore per i film Il gioiellino, Noi credevamo e Una vita tranquilla.
- 2019 – Animavì - Cinema d'Animazione e Arte Poetica, Bronzo Dorato all'arte attoriale
- 2022 – Telegatto per il film "La stranezza"

Il 30 aprile 2014 diventa cittadino onorario di Napoli, con una celebrazione tenutasi al "Maschio Angioino".

## Doppiatori italiani
- Stefano De Sando in Tre destini, un solo amore